# Botxí septentrional
El botxí septentrional o escanyabruixots (Lanius excubitor) és un ocell passeriforme de la família Laniidae.
El botxí septentrional cria al nord d'Europa i Àsia i també a Amèrica del nord al nord del Canadà i Alaska. És un ocell migrador i hiverna al sud dels seus hàbitats.
El botxí meridional (Lanius meridionalis), abans s'incloïa com de la mateixa espècie que el botxí septentrional però no s'hibriden entre ells.
El botxí septentrional fa de 22-26 cm de llarg.

## Noms populars
Rei-botxí (Bagà), gassa botxina (Gir.), trenca, escanyabruixot (Ross.), garsa gruera (Vallès), gurrer, margassa (Ross.), botxí garser (Ribes de Freser), garsa borda (Garrotxa), capsot real (Pit.), picaport.